# Мяньчжу
Мяньчжу́ (кит. трад. 綿竹, упр. 绵竹, пиньинь Miánzhú) — городской уезд городского округа Дэян провинции Сычуань (КНР).

## История
При империи Западная Хань в 201 году до н. э. был образован уезд Мяньчжу (绵竹县). При империи Цзинь уезд был разделён на уезды Янцюань (阳泉县) и Цзиньси (晋熙县). При империи Суй они были вновь объединены в уезд Мяньчжу.
В 1950 году был образован Специальный район Мяньян (绵阳专区), и уезд вошёл в его состав.
В 1983 году постановлением Госсовета КНР был образован городской округ Дэян, и уезд Мяньчжу был передан в его состав. В 1996 году уезд Мяньчжу был преобразован в городской уезд.

## Административное деление
Городской уезд Мяньчжу делится на 19 посёлков и 2 волости.